# Middlesex-Est
Pour les articles homonymes, voir Middlesex.
Middlesex-Est fut une circonscription électorale fédérale de l'Ontario, représentée de 1867 à 1968.
C'est l'Acte de l'Amérique du Nord britannique de 1867 qui créa le district électoral de Middlesex-Est. Abolie en 1966, elle fut redistribuée parmi London-Est, London-Ouest et Middlesex. Recréée en 1976 avec des parties d'Huron—Middlesex, London-Est et Middlesex—London—Lambton. Cette dernière fut renommée London—Middlesex en 1977.

## Géographie
En 1882, la circonscription de Middlesex-Est comprenait:
- La partie est du comté de Middlesex
  - Les cantons de London, Nissouri Ouest, Dorchester Nord et Dorchester Sud
  - La ville de London-Est
  - Les villages de London-Ouest et de Springfield

## Députés
1. 1867-1872 — Crowell Willson, L-C
2. 1872-1874 — David Glass, CON
3. 1874-1875 — Crowell Willson, L-C
4. 1875-1887 — Duncan MacMillan, L-C
5. 1887-1896 — Joseph Henry Marshall, CON
6. 1896-1904 — James Gilmour, CON
7. 1904-1913 — Peter Elson, CON
8. 1913-1921 — Samuel Francis Glass, CON
9. 1921-1925 — Archie Latimier Hodgins, PPC
10. 1925-1930 — Adam King Hodgins, CON
11. 1930-1935 — Frank Boyes, CON
12. 1935-1945 — Duncan Graham Ross, PLC
13. 1945-1962 — Harry Oliver White, PC
14. 1962-1965 — Campbell E. Millar, PC
15. 1965-1968 — Jim Lind, PLC

- CON = Parti conservateur du Canada (ancien)
- L-C = Parti libéral-conservateur
- PC = Parti progressiste-conservateur
- PLC = Parti libéral du Canada
- PPC = Parti progressiste du Canada